# Тавада, Ёко
Ёко Тавада (яп. 多和田葉子, нем. Yōko Tawada, 23 марта 1960 года, Токио) — японско-немецкая писательница.

## Биография
Училась в Университете Васэда, специализировалась на русской литературе — любила произведения Фёдора Достоевского, на последнем курсе написала работу о творчестве поэтессы Беллы Ахмадулиной. Затем, с 1982 года, в Гамбурге, где занималась современной немецкой литературой. Получила степень доктора филологии в Цюрихском университете (2000). С 2006 года живёт в Берлине.

## Творчество
Пишет на японском и немецком языках. Дебютировала двуязычным сборником стихотворений и прозы «Где бы ты ни был, везде пустота» (1987). Выступает как поэт, прозаик, драматург, часто сотрудничает с художниками и музыкантами. По её либретто написал оперу австрийский композитор Петер Аблингер.

## Избранные произведения

### На японском языке
- Sanninkankei (1991, новеллы)
- Inumukoiri (1993, новеллы)
- Arufabetto no kizuguchi (1993, роман)
- Gottoharuto-tetsudo (1996, новеллы)
- Seijo-densetsu (1998, роман)
- Kitsunetsuki (1998, стихотворения в прозе)
- Hikon (1998, роман)
- Futakuchiotoko (1998, новеллы)
- Katakoto no uwagoto (1999, эссе)
- Hinagiku no cha no baai (2000, новеллы)

### На немецком языке
- Nur da wo du bist da ist nichts (1987, стихи и проза)
- Das Bad (1989, повесть)
- Wo Europa anfängt (1991, стихи и проза)
- Die Kranichmaske die bei Nacht strahlt (1993, пьеса)
- Tintenfisch auf Reisen (1994, новеллы)
- Talisman (1996, эссе)
- Aber die Mandarinen müssen heute abend noch geraubt werden (1997, проза, стихи, сны)
- Wie der Wind in Ei (1997, пьеса)
- Orpheus oder Izanagi. Till (1998, пьеса)
- Opium für Ovid, ein Kopfkissenbuch für 22 Frauen (2000, проза)
- Überseezungen (2002, проза)
- Das nackte Auge (2004, новеллы)
- Was ändert der Regen an unserem Leben? (2005)
- Sprachpolizei und Spielpolyglotte (2007)
- Schwager in Bordeaux (2008)
- Das Bad. Zweisprachige Neuausgabe, japanisch-deutsch (2010)
- Abenteuer der deutschen Grammatik (2010, стихи)
- Fremde Wasser. Hamburger Gastprofessur für Interkulturelle Poetik. Vorlesungen von Yoko Tawada und wissenschaftliche Beiträge über ihre Poetik (2012)
- Mein kleiner Zeh war ein Wort. 12 Theaterstücke (2013)

## Публикации на русском языке
- Собачья невеста//Она. Новая японская проза. М.: Иностранка, 2003
- Подозрительные пассажиры твоих ночных поездов. Санкт-Петербург: Азбука-классика, 2009

## Признание
Премия города Гамбург (1990), премия Акутагавы (1993), премия Шамиссо (1996), премия Танидзаки (2003), медаль Гёте (2005), премия Мурасаки Сикибу (2011), премия Генриха Клейста (2016).